# Duarte Freitas

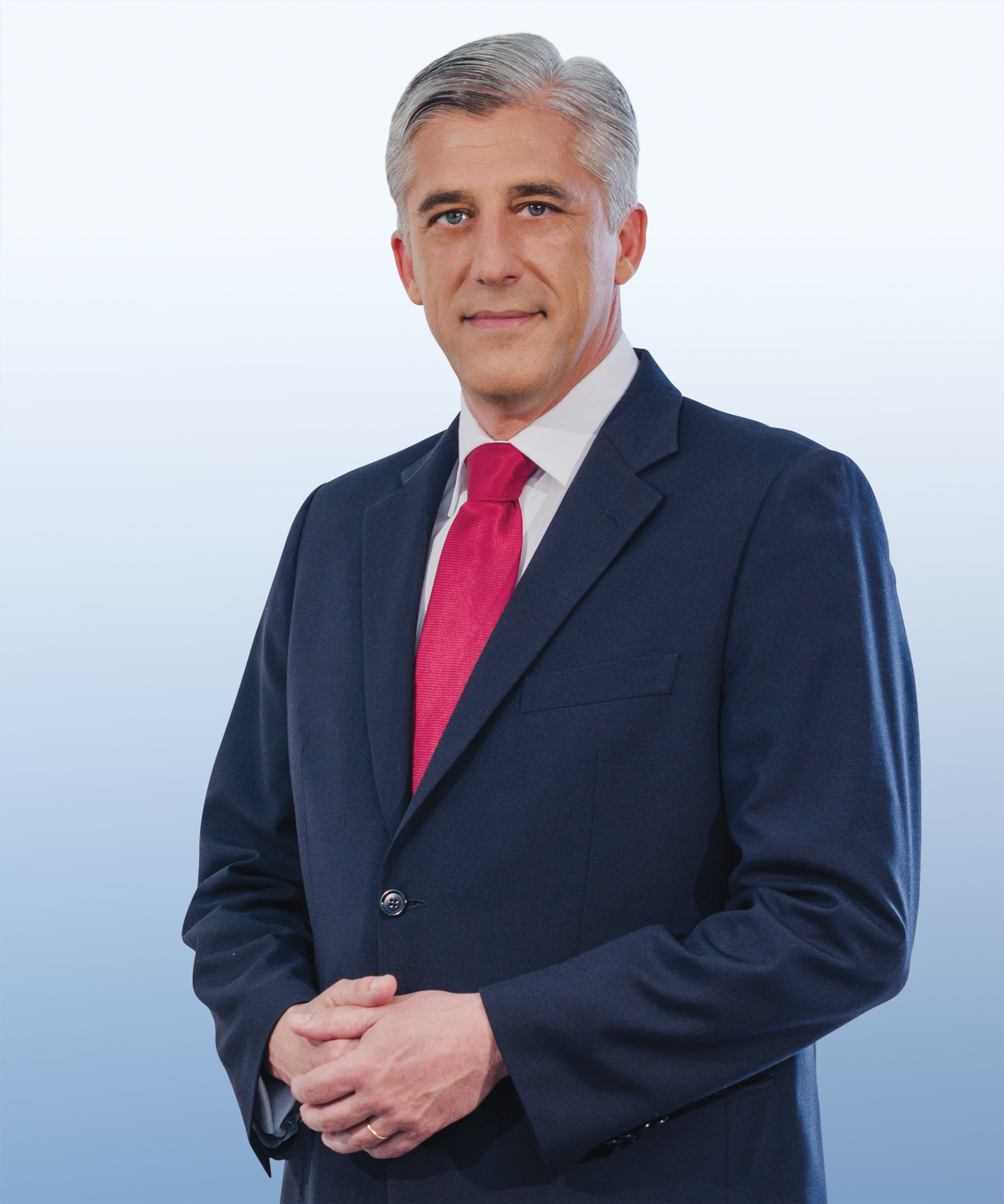
Duarte Freitas, vor 2016

Duarte Freitas (* 10. August 1966 in São Roque do Pico) ist ein portugiesischer Politiker der Partido Social Democrata.

## Leben
Von 2004 bis 2009 war Freitas Abgeordneter des Europäischen Parlaments. Er war in jenen Jahren unter anderem Mitglied im Ausschuss für Landwirtschaft und ländliche Entwicklung, in der Delegation für die Beziehungen zu Kanada, im Fischereiausschuss und im Nichtständigen Ausschuss zum Klimawandel. 